# اسکاتی مور
 اسکاتی مور (انگلیسی: Scotty Moore؛ زادهٔ ۲۷ دسامبر ۱۹۳۱-درگذشتهٔ ۲۸ ژوئن ۲۰۱۶) یک موسیقی‌دان اهل ایالات متحده آمریکا بود.